# فرخ أباد (فرديس)
فرخ‌ أباد هي قرية في مقاطعة كرج، إيران. عدد سكان هذه القرية هو 6,383 في سنة 2006.